# فاستر، شهرستان برکن، کنتاکی
فاستر (به انگلیسی: Foster) یک منطقهٔ مسکونی در ایالات متحده آمریکا است که در شهرستان براکن، کنتاکی واقع شده‌است. فاستر ۴۴ نفر جمعیت دارد و ۱۶۰٫۹۴ متر بالاتر از سطح دریا واقع شده‌است.